# Cornifalx
Cornifalx is een monotypisch geslacht van spinnen uit de  familie van de Orsolobidae.

## Soort
- Cornifalx insignis Hickman, 1979